# Speak English or Die
Speak English or Die es el álbum debut de la banda estadounidense Stormtroopers of Death (S.O.D.), lanzado en diciembre de 1985. Luego de que la agrupación Anthrax terminó la grabación del disco Spreading the Disease, aún quedaba restando algún tiempo de estudio, por lo que Scott Ian y Charlie Benante invitaron a algunos amigos, practicaron algunas canciones y grabaron el álbum en tan solo una semana.

## Lista de canciones
Todas escritas por S.O.D.
1. "March of the S.O.D." – 1:27
2. "Sargent D and the S.O.D." – 2:23
3. "Kill Yourself" – 2:11
4. "Milano Mosh" – 1:32
5. "Speak English or Die" – 2:24
6. "United Forces" – 1:53
7. "Chromatic Death" – 0:43
8. "Pi Alpha Nu" – 1:09
9. "Anti-Procrastination Song" – 0:06
10. "What's that Noise" – 1:00
11. "Freddy Krueger" – 2:32
12. "Milk" – 1:54
13. "Pre-Menstrual Princess Blues" – 1:20
14. "Pussy Whipped" – 2:14
15. "Fist Banging Mania" – 2:04
16. "No Turning Back" – 0:52
17. "Fuck the Middle East" – 0:27
18. "Douche Crew" – 1:35
19. "Hey Gordy!" – 0:07
20. "Ballad of Jimi Hendrix" – 0:05
21. "Diamonds and Rust" (Extended Version) – 0:02

## Créditos
- Billy Milano – Voz
- Scott Ian – Guitarra
- Dan Lilker – Bajo
- Charlie Benante – Batería